# Uruguay Montevideo FC
Der Uruguay Montevideo Football Club, kurz Uruguay Montevideo FC, ist ein Sportverein aus Montevideo in Uruguay. 

## Geschichte
Der Verein wurde am 5. Januar 1921 im montevideanischen Barrio Pueblo Victoria gegründet. Der Name des Vereins wurde dabei seinerzeit in Anlehnung an die beiden gleichnamigen Zerstörer der uruguayischen Marine gewählt, die den Namen "Uruguay" und "Montevideo" trugen. 1936 gewann die Mannschaft des Vereins die Meisterschaft der Divisional Extra. 1950, 1955, 1957, 1965, 1993 und 2002 wurde der Klub Meister in der drittklassigen Segunda División Amateur, die in diesem Zeitraum teils als Primera C, Divisional Intermedia bzw. Liga Metropolitana Amateur bezeichnet wurde. Den letzten Titelgewinn im Jahr 2002 und den daran anknüpfenden Aufstieg in die Segunda División stellte das von Eduardo Gómez trainierte Team durch einen 4:1-Sieg im Meisterschafts-Play-off-Finale gegen den La Luz FC sicher. In der zweithöchsten Profiliga Uruguays belegte man sodann im Folgejahr den 12. Rang in der Abschlusstabelle. Erfolgreichster Torschütze des Vereins war in jener Spielzeit Francisco Marcelo Garate mit neun Treffern. 2004 wurde Uruguay Montevideo 15., die Saison 2005 schloss man als Neunter ab. In der Spielzeit 2006 erreichte man nach der ersten Saisonphase den 6. Platz. Damit qualifizierte die Mannschaft sich nicht für die anschließende Knock-out-Phase. Die Spielzeit 2006/07 endete für den Verein vorzeitig. Nach einem achten Rang in der Apertura wurde die Mannschaft aufgrund wirtschaftlicher Probleme zur Clausura zurückgezogen. Dennoch trat man auch in der Saison 2007/08 zweitklassig im Profifußball an. Nach der Apertura, während der der Verein nach dem 12. Spieltag aufgrund nicht ausgeglichener Verbindlichkeiten suspendiert wurde, lag man auf dem 18. und somit letzten Tabellenplatz. Zur Clausura verweigerte der Verband der Mannschaft die Teilnahme am Spielbetrieb. In der nachfolgenden Saison 2008/09 gehörte der Uruguay Montevideo FC somit wieder der Segunda Divisiónal B Amateur an. In der höchsten Amateurklasse qualifizierte man sich in der Spielzeit 2009/10 als punktgleicher Zweiter der Apertura für ein Play-off-Finale um die Hinrunden-Meisterschaft. Das Team von Trainer Alejandro Cardozo unterlag dort jedoch dem Huracán Football Club. In der Clausura 2010 behielt Uruguay Montevideo jedoch die Oberhand und gewann die Rückrunden-Meisterschaft. Allerdings unterlag man im Finale um die Saisonmeisterschaft und den Aufstieg erneut dem Huracán FC. Zwar hatte die inzwischen von Saúl Rivero betreute Elf nach regulärer Spielzeit und Verlängerung ein 1:1-Unentschieden erreicht. Das anschließende Elfmeterschießen entschied jedoch der Liga- und Stadtrivale mit 4:3 zu seinen Gunsten. Die Saison 2011/12 in der Segunda División B Amateur beendete man auf dem 5. Platz der Saisonabschlusstabelle. Nach Abschluss der Apertura 2014 belegte die Mannschaft des Klubs den 5. Rang.

## Stadion
Der Verein trägt seine Heimspiele im in Montevideo gelegenen Parque ANCAP aus. Das Gelände der nach der staatlichen Öl-Gesellschaft ANCAP benannten Sportstätte wurde dem Verein 1976 von dieser für ein Jahrhundert in einer Art Erbpacht überlassen. Die Spielstätte verfügt über eine Zuschauerkapazität von 3.000 Personen.

## Erfolge
- Sieger der Clausura in der Segunda División Amateur: 2010
- Liga Metropolitana Amateur: 1993, 2002
- Divisional Intermedia: 1950, 1955, 1957, 1965
- Divisional Extra: 1936

## Trainerhistorie
- 2010: Saúl Rivero
- Juli 2011 bis Juni 2012: Hugo Pilo
- September 2014 bis Dezember 2015: Darlyn Gayol